# スラップスティック・ガール
「スラップスティック・ガール」は、日本のバンドPEOPLE 1の楽曲。
| スタブアイコン | サブスタブ | この項目は、まだ閲覧者の調べものの参照としては役立たない、シングルに関連した書きかけの項目です。この項目を加筆・訂正などしてくださる協力者を求めています（P:音楽/PJ:楽曲）。 |